# 伯恩斯冰川
伯恩斯冰川（英語：Burns Glacier），是南極洲的冰川，位於維多利亞地的博克格雷溫克海岸，全長22公里，流經平卡德山東部，最終注入平卡德山，美國地質調查局根據測量和該國海軍的空中照片繪入地圖，現時由南極條約體系管理。